# 887. grenadirski polk (Wehrmacht)
887. grenadirski polk (izvirno nemško 887. Grenadier-Regiment; kratica 887. GR) je bil pehotni polk Heera v času druge svetovne vojne.

## Zgodovina
Polk je bil ustanovljen 12. marca 1943 kot okrepljeni grenadirski polk. Aprila istega leta je bil uporabljen za ustanovitev 134. grenadirskega polka.